# Kapsał
Kapsał (ros. Капсал) – wieś (dieriewnia) w Rosji, w obwodzie irkuckim, w Ust-Ordyńskim Okręgu Buriackim, w rejonie echirit-bułagackim. W 2021 liczyła 493 mieszkańców.